# Мікаса Томохіто
Принц Томохіто Мікаса (яп. 寛仁親王) (5 січня 1946 — 6 червня 2012) — член Імператорського дому Японії та старший син Такахіто, принца Мікаси та Юріко, принцеси Мікаси. Він був першим двоюрідним братом імператора Акіхіто, а раніше був шостим у черзі спадкоємства японського престолу та очевидним спадкоємцем княжого дому Мікаса-но-мія з титулом «Принц Мікаса». Принц Томохіто був першим членом імператорського дому Японії з пишною бородою з часів імператора Мейдзі, завдяки чому отримав популярне прізвисько «Бородатий принц» (ヒゲの殿下Hige no Denka).

## Біографія
Принц Томохіто народився 5 січня 1946 року в родині принца Мікаса. У 1968 році він закінчив факультет політичних досліджень юридичного факультету Університету Ґакушуїн. З 1968 по 1970 роки навчався в Коледжі Магдалини Оксфордського університету у Великій Британії.
Під час Зимових Олімпійських ігор у Саппоро 1972 року принц Томохіто був членом організаційного комітету з 1970 по 1972 роки. Він також був членом комітету Всесвітньої виставки на Окінаві 1975 року.
Принц Томохіто був президентом і почесним президентом різних організацій, які займалися дослідженнями раку (Фонд дослідження раку принцеси Такамацу), сам страждав від цієї хвороби з 2003 року, освітою молоді та сприянням міжнародним відносинам. Він також був відзначений своєю підтримкою організацій, які сприяли добробуту людей з фізичними або розумовими вадами через спортивні заходи, такі як катання на лижах, боулінг, танці та регбі. Він багато подорожував за кордон разом із принцесою з метою благодійності та місій підтримки, які стосувалися питань хвороби та добробуту. Принц часто читав лекції та публікував статті в національних газетах і журналах, а також був автором семи книг. У грудні 1992 року принц і принцеса відвідали США, щоб підтримати нещодавно створене відділення онкологічних хворих у Нью-Йоркському медичному коледжі, а в 1994 році відвідали Гаваї, щоб підтримати реконструкцію лікарні Куакіні. У лютому 1994 року принц і принцеса відвідали Норвегію для участі в зимових Олімпійських іграх 1994 року в Ліллегаммері, Норвегія.
У квітні 1998 року принц і принцеса відвідали Туреччину для участі в церемонії відкриття Культурного центру Турецько-Японського фонду. Раніше вони відвідували Туреччину в 1990 році в рамках святкування 100-річчя японсько-турецьких відносин. Принц рішуче підтримав створення Японського інституту анатолійської археології в Центрі культури Близького Сходу в Японії, і знову повернувся до Туреччини в жовтні 2002 року, червні 2003 і жовтні 2003, очолюючи три групи благодійників у турах по спадщині Туреччини. У червні 1998 року принц Томохіто відвідав Австралію для збору коштів для медичного наукового фонду на честь австралійського лауреата Нобелівської премії з фізіології або медицини доктора Говарда Волтера Флорі. У грудні того ж року він відвідав Таїланд для участі в 13-х Азійських іграх.
У квітні 2003 року принц Томохіто відвідав Норвегію в супроводі своєї дочки, принцеси Акіко, щоб відвідати Чемпіонат світу з лижних гонок для людей з вадами зору.
У молодості він виступав на радіо як ді-джей.
Помер від раку 6 червня 2012 року у віці 66 років.

## Шлюб і сім'я
7 листопада 1980 року одружився з Нобуко Асо, принцеса Мікаса, і у них було дві дочки.
- Принцеса Акіко, народилася 20 грудня 1981
- Принцеса Йоко, народилася 25 жовтня 1983

Сім'я жила в комплексі Akasaka Estate у Мото-Акасака, Мінато, Токіо. У жовтні 2009 року його дружина розлучилася з ним та їхніми дітьми.

## Нагороди
Національні нагороди
- Велика стрічка ордена Хризантеми (6 травня 1966)[5]

Іноземні нагороди
- Італія: Орден «За заслуги перед Італійською Республікою» (3 вересня 1982)[6]

Почесний ступінь
- Університет Анкари

Почесні посади
- Президент організації соціального забезпечення Юай Джудзі Кай
- Президент Аріномама-ша
- Президент організації соціального забезпечення Saiseikai Imperial Gift Foundation Inc.
- Президент Фонду розвитку нових технологій
- Президент Фонду дослідження раку принцеси Такамацу
- Президент більярдної асоціації Nippon
- Президент Асоціації професійних лижних інструкторів Японії
- Президент Федерації студентського катання на ковзанах і хокею
- Президент Японсько-Турецького товариства
- Президент Центру культури Близького Сходу в Японії
- Почесний президент Японського регбійного союзу
- Почесний президент Японсько-Британського товариства
- Почесний президент Норвезько-Японського товариства

## Генеалогічне дерево
| (122) Мейдзі | (122) Мейдзі | (122) Мейдзі | (122) Мейдзі | (122) Мейдзі | (122) Мейдзі |  |  | (123) Тайсьо | (123) Тайсьо | (123) Тайсьо | (123) Тайсьо | (123) Тайсьо | (123) Тайсьо |  |  | (124) Сьова | (124) Сьова | (124) Сьова | (124) Сьова | (124) Сьова | (124) Сьова |  |  | (125) Акіхіто | (125) Акіхіто | (125) Акіхіто | (125) Акіхіто | (125) Акіхіто | (125) Акіхіто |  |  | (126) Нарухіто | (126) Нарухіто | (126) Нарухіто | (126) Нарухіто | (126) Нарухіто | (126) Нарухіто |  |  |          |          |          |          |          |          |  |  |
| (122) Мейдзі | (122) Мейдзі | (122) Мейдзі | (122) Мейдзі | (122) Мейдзі | (122) Мейдзі |  |  | (123) Тайсьо | (123) Тайсьо | (123) Тайсьо | (123) Тайсьо | (123) Тайсьо | (123) Тайсьо |  |  | (124) Сьова | (124) Сьова | (124) Сьова | (124) Сьова | (124) Сьова | (124) Сьова |  |  | (125) Акіхіто | (125) Акіхіто | (125) Акіхіто | (125) Акіхіто | (125) Акіхіто | (125) Акіхіто |  |  | (126) Нарухіто | (126) Нарухіто | (126) Нарухіто | (126) Нарухіто | (126) Нарухіто | (126) Нарухіто |  |  |          |          |          |          |          |          |  |  |
|              |              |              |              |              |              |  |  |              |              |              |              |              |              |  |  |             |             |             |             |             |             |  |  |               |               |               |               |               |               |  |  |                |                |                |                |                |                |  |  |          |          |          |          |          |          |  |  |
|              |              |              |              |              |              |  |  |              |              |              |              |              |              |  |  | Ясухіто     | Ясухіто     | Ясухіто     | Ясухіто     | Ясухіто     | Ясухіто     |  |  | Масахіто      | Масахіто      | Масахіто      | Масахіто      | Масахіто      | Масахіто      |  |  | Фуміхіто       | Фуміхіто       | Фуміхіто       | Фуміхіто       | Фуміхіто       | Фуміхіто       |  |  | Хісахіто | Хісахіто | Хісахіто | Хісахіто | Хісахіто | Хісахіто |  |  |
|              |              |              |              |              |              |  |  |              |              |              |              |              |              |  |  | Ясухіто     | Ясухіто     | Ясухіто     | Ясухіто     | Ясухіто     | Ясухіто     |  |  | Масахіто      | Масахіто      | Масахіто      | Масахіто      | Масахіто      | Масахіто      |  |  | Фуміхіто       | Фуміхіто       | Фуміхіто       | Фуміхіто       | Фуміхіто       | Фуміхіто       |  |  | Хісахіто | Хісахіто | Хісахіто | Хісахіто | Хісахіто | Хісахіто |  |  |
|              |              |              |              |              |              |  |  |              |              |              |              |              |              |  |  |             |             |             |             |             |             |  |  |               |               |               |               |               |               |  |  |                |                |                |                |                |                |  |  |          |          |          |          |          |          |  |  |
|              |              |              |              |              |              |  |  |              |              |              |              |              |              |  |  | Нобухіто    | Нобухіто    | Нобухіто    | Нобухіто    | Нобухіто    | Нобухіто    |  |  | Томохіто      | Томохіто      | Томохіто      | Томохіто      | Томохіто      | Томохіто      |  |  |                |                |                |                |                |                |  |  |          |          |          |          |          |          |  |  |
|              |              |              |              |              |              |  |  |              |              |              |              |              |              |  |  | Нобухіто    | Нобухіто    | Нобухіто    | Нобухіто    | Нобухіто    | Нобухіто    |  |  | Томохіто      | Томохіто      | Томохіто      | Томохіто      | Томохіто      | Томохіто      |  |  |                |                |                |                |                |                |  |  |          |          |          |          |          |          |  |  |
|              |              |              |              |              |              |  |  |              |              |              |              |              |              |  |  |             |             |             |             |             |             |  |  |               |               |               |               |               |               |  |  |                |                |                |                |                |                |  |  |          |          |          |          |          |          |  |  |
|              |              |              |              |              |              |  |  |              |              |              |              |              |              |  |  | Такахіто    | Такахіто    | Такахіто    | Такахіто    | Такахіто    | Такахіто    |  |  | Йосіхіто      | Йосіхіто      | Йосіхіто      | Йосіхіто      | Йосіхіто      | Йосіхіто      |  |  |                |                |                |                |                |                |  |  |          |          |          |          |          |          |  |  |
|              |              |              |              |              |              |  |  |              |              |              |              |              |              |  |  | Такахіто    | Такахіто    | Такахіто    | Такахіто    | Такахіто    | Такахіто    |  |  | Йосіхіто      | Йосіхіто      | Йосіхіто      | Йосіхіто      | Йосіхіто      | Йосіхіто      |  |  |                |                |                |                |                |                |  |  |          |          |          |          |          |          |  |  |
|              |              |              |              |              |              |  |  |              |              |              |              |              |              |  |  |             |             |             |             |             |             |  |  |               |               |               |               |               |               |  |  |                |                |                |                |                |                |  |  |          |          |          |          |          |          |  |  |
|              |              |              |              |              |              |  |  |              |              |              |              |              |              |  |  |             |             |             |             |             |             |  |  | Норіхіто      |               |               |               |               |               |  |  |                |                |                |                |                |                |  |  |          |          |          |          |          |          |  |  |
|              |              |              |              |              |              |  |  |              |              |              |              |              |              |  |  |             |             |             |             |             |             |  |  |               |               |               |               |               |               |  |  |                |                |                |                |                |                |  |  |          |          |          |          |          |          |  |  |